# Лі Лоґун
Лі Лоґун (李骆公, 1917 — 1991) — китайський каліграф, різьбяр печаток, живописець.

## Життєпис
Народився у 1917 році у Фучжоу (провінція Фуцзянь). Був вихідцем із селянської родини. Він зумів пройти початковий освітній конкурс, а згодом вступити до Шанхайського інституту образотворчих мистецтв, де у 1936—1940 роках навчався на факультеті західного олійного живопису.
Незважаючи на військові події, Лі продовжив навчання на художньому відділені Токійського університету і познайомився там з постімрессіоністським живописом, зокрема фовізмом.
У 1944 році повернувся до Китаю, володіючи значними знаннями новітнього західноєвропейського живопису. Після 1949 року Лі Лоґун викладав техніку західного живопису у художньому училищі та університеті м. Тяньцзінь (провінція Хебей). Водночас він посилено вивчав каліграфію і у стислі терміни став видатним майстром печаток.
Археологічні розкопки в Аньяне у 1930-х і 1950-х роках та інших стародавніх містах відкрили для китайських інтелектуалів обширний корпус пам'ятників із зразками каліграфії II—I тис. до н. е. Лі Лоґун вирішив вивчати давні письмена, зокрема їньскі ворожильні написи цзяґувень і написи на бронзі цзіньвень. У фовізмі Лі Лоґун бачив сучасний йому приклад повалення академічних стереотипів, але не більше того. Він самозабутньо занурився у вивчення стародавніх артефактів і займався каліграфією ночі безперервно. Однак напружена робота над формуванням власного стилю була перервана в 1957 році кампанією боротьби з «правими елементами». Він був засланий до села.
У 1960 році йому дозволили повернутися в м. Тяньцзінь і продовжити роботу різьбяра печаток. Під час «культурної революції» у 1966—1976 роках Лі знову піддався репресіям: у 1966 році був побитий хунвейбінами, які вчинили погром в його будинку; у 1969 році був засланий в невелике містечко на південному заході провінції Ґуансі. Саме у засланні, незважаючи на злиденний побут і казенну працю бібліотекаря, його творчі шукання завершилися народженням яскравого, індивідуального стилю. Печатки засланого каліграфа були відібрані у 1972 році для виставки в Токіо, але тільки в 1978 році йому дозволили переселитися в власний будинок в Ґуйлінь.
У 1980-ті роки Лі Лоун багато публікувався і брав участь у виставках. Він обіймав посади декана художнього факультету Хебейського педагогічного інституту, заступником голови Тяньцзінської, а потім Ґуансійської філій Союзу діячів мистецтва (Мейшуцзя сєхуей), голови Ґуйліньської академії живопису (Ґуйлінь хуаюань). Помер у 1991 році.

## Творчість
Особливість його каліграфічної праці — природність і свобода його пластичних рішень. Незважаючи на нерегулярне розташування знаків і різноманітність їх розмірів, його композиціям властива ясна впорядкованість. Співвідношення домінуючих елементів і другорядних глибоко продумано й різноманітно в своїх варіаціях. Каліграф писав пензлем з підстриженим кінчиком і занурює її в туш не цілком, а тільки з боків. За рахунок цього туш профарбовують краї рис, залишаючи посередині просвіти фону.
Лі Лоґун часто використовував непроквасцованний папір, що утворює помітні патьоки туші. Багатство колористичних ефектів зближує його каліграфію з живописом, але не розчиняє в ній, як то мало місце у творчості багатьох китайських художників ХХ ст., які пробували свої сили в каліграфії. В інтерпретації Лі Лоґуна зникає саме відмінність між лінією і плямою, між рухом пензля і власне розливом туші. Експериментуючи з формами, майстер підсилює зображальність окремих елементів тексту, що не заважає їм бути впізнаваними як іерогліфічним знакам.
Лі Лоґун тяжів до великих форматів. Протягом декількох років він неодноразово прописував поему Цао Цао. Переїхавши у 1978 році в Ґуйлінь, Лі Лоґун виконав цю поему в розмірі 2×6 м. Почерк, яким працює майстер, неможливо визначити за традиційною почерковою класифікацією. Лі Лоґун по'єднує шанскую ієрогліфіку з пізньонеолітичними піктограмами та зображеннями на ранньому неолітічному посуді. Він шукає єдині принципи візуальної символіки і концентрується на праформи китайської пластики.
У 80-ті роки Лі Лоґун разом з Хуан Мяоцзи і Гу Ганем стає засновником нового напряму Сяньдай Шуфа («Сучасна Каліграфія») і бере участь в організації відомої виставки 1986 року у Пекіні, на якій модерністські течії в каліграфії вперше заявили про себе на всю країну. Завдяки діяльності Лі Лоґуна м. Ґуйлінь став центром нової каліграфії, а його творчі досягнення дали основним поштовх до розвитку експериментальної каліграфії кінця ХХ ст.
В останні роки життя майстер виступив наставником цілої плеяди молодих каліграфів. Він вимагав від них, щоб будь-які новації ґрунтувалися на фундаментальному знанні традиції. Його напуття молоді звучить категорично й суворо: "У каліграфії необхідно всебічно вивчити естетику минулих династій, не можна писати тільки на осяянні. Треба багато чого прочитати ".
Водночас займався живописом. Серед його найвідоміших картин — це серія «Краєвиди Харбіна», «Метелики», «Черепаха Шоу», «Автопортрет».